# Hackerangriff auf Twitter 2020
| QS Ereignisse | Dieser Artikel wurde aufgrund von inhaltlichen Verbesserungsmöglichkeiten auf der Qualitätssicherungsseite des WikiProjekts Ereignisse eingetragen. Dies geschieht, um die Qualität der Artikel aus diesem Themengebiet auf ein höheres Niveau zu bringen. Bitte hilf mit, die inhaltlichen Lücken oder Probleme dieses Artikels zu beseitigen, und beteilige dich an der Diskussion! |  |

Beim Hackerangriff auf Twitter 2020 wurden am 15. Juli 2020 beim Mikroblogging-Dienst Twitter Benutzerkonten von ca. 130 prominenten Personen und Unternehmen gehackt. Über diese Konten wurden Tweets veröffentlicht, die darauf zielten, Internetnutzer um Bitcoin-Guthaben zu betrügen. Laut Twitter handelte es sich um eine koordinierte Social-Engineering-Attacke, über welche die Hacker Zugriff auf die interne Twitter-Verwaltung erhielten. Die Angreifer konnten mindestens 110.000 USD erbeuten.
Am 31. Juli 2020 hat die US-amerikanische Polizei in Florida drei Verdächtige festgenommen. Den Ermittlern zufolge soll es sich bei dem Hauptverdächtigen um einen 17-jährigen Teenager aus Florida handeln, der zusammen mit zwei weiteren Verdächtigen den Angriff durchgeführt haben soll.

## Ablauf

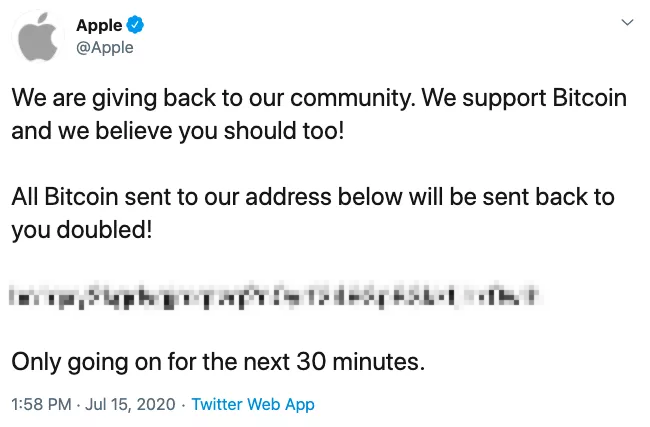
Ein (teilweise zensierter) Betrugstweet von Apples Konto.

Die forensische Analyse des Angriffs ergab, dass die ersten Betrugsnachrichten zunächst von Konten mit kurzen, ein- oder zweistelligen, unverwechselbaren Namen wie „@6“ gepostet wurden. Darauf folgten am 15. Juli 2020 um ca. 20:00 UTC Twitter-Konten mit Bezug zu Kryptowährung, einschließlich der Konten von Coinbase, CoinDesk und Binance. Der Betrug verlagerte sich dann auf bekanntere Konten, wobei der erste derartige Tweet um 20:17 UTC von Elon Musks Twitter-Konto gesendet wurde. Zu den anderen offenbar kompromittierten Konten gehörten die von Einzelpersonen wie Barack Obama, Joe Biden, Geert Wilders, Bill Gates, Jeff Bezos, MrBeast, Michael Bloomberg, Warren Buffett, Floyd Mayweather, Kim Kardashian und Kanye West, sowie von Unternehmen wie Apple, Uber und Cash App. Twitter glaubte, dass 130 Konten betroffen waren; die meisten der Konten, auf die bei dem Betrug zugegriffen wurde, hatten mindestens eine Million Follower.
In den Tweets, die in den Betrugshack verwickelt waren, wurde behauptet, dass der Absender als Wohltätigkeitsorganisation jedem Benutzer den doppelten Wert der Bitcoin zurückerstatten würde, die er an die angegebenen Wallet geschickt hatte, oft als Teil einer COVID-19-Hilfsaktion. Die Tweets folgten auf die gemeinsame Nutzung bösartiger Links durch eine Reihe von Kryptowährungsunternehmen; die Website, auf der die Links gehostet wurden, wurde kurz nach der Veröffentlichung der Tweets abgeschaltet.

### Rekonstruktion
Nach einer ersten Rekonstruktion der Abläufe durch die US-Bundesbehörden, gelang es dem Hauptverdächtigen, dem 17-jährige Graham C., einen IT-Angestellten von Twitter zu überzeugen, dass er ebenfalls dort beschäftigt sei und Anmeldeinformationen für das Kundendienstportal benötige. Anschließend bot er Twitter-Konten mit Komplizen zum Verkauf an, indem er mit den gestohlenen Twitter-Firmenzugangsdaten auf die Benutzerkonten zugriff und deren Passwörter für die Käufer änderte.

## Reaktion
Betroffene Nutzer erhielten die Möglichkeit, Inhalte erneut zu twittern, was NBC News dazu veranlasste, ein vorübergehendes, nicht verifiziertes Konto einzurichten, so dass sie weiterhin twittern konnten, wobei sie „bedeutende Aktualisierungen“ auf ihrem Hauptkonto erneut twittern konnten. Joe Bidens Kampagne erklärte gegenüber CNN, dass sie „in dieser Angelegenheit mit Twitter in Kontakt“ stünden und dass sein Konto „gesperrt“ worden sei.
Während des Vorfalls fiel der Aktienkurs von Twitter, Inc. nach Börsenschluss um 4 %.
Sicherheitsexperten äußerten sich besorgt darüber, dass der Betrug zwar in Bezug auf die finanziellen Auswirkungen relativ gering gewesen sein mag, die Möglichkeit der Übernahme von Social Media durch Social Engineering unter Einbeziehung der Mitarbeiter dieser Unternehmen jedoch eine große Bedrohung bei der Nutzung von Social Media darstellt, insbesondere im Vorfeld der Präsidentschaftswahlen in den Vereinigten Staaten im Jahr 2020, und möglicherweise zu einem internationalen Zwischenfall führen könnte. Alex Stamos vom Center for International Security and Cooperation der Stanford University sagte: „Twitter ist zur wichtigsten Plattform geworden, wenn es um die Diskussion unter den politischen Eliten geht, und es hat echte Schwachstellen“.
BitTorrent-CEO Justin Sun kündigte ein Kopfgeld von 1 Million US-Dollar gegen die Hacker an. Die Ankündigung erfolgte über das Twitter-Konto von BitTorrent und fügte hinzu: „Er wird persönlich diejenigen bezahlen, die die Hacker/Menschen hinter diesem Hack, der unsere Gemeinschaft betrifft, erfolgreich aufspüren und Beweise dafür liefern, dass sie vor Gericht gestellt werden“.